# رياض صوافطة
رياض صوافطة (مواليد 1958) هو بروفيسور ومُخترع وعالم نووي فيزيائي أمريكي من أصول فلسطينية من محافظة طوباس.

## السيرة المهنية
درس الفيزياء في جامعة اليرموك في الأردن، ونال شهادة الدكتوراه في الفيزياء النووية من جامعة ألبرتا في كندا. بدأ مسيرته التعليمية في جامعة إنديانا في بلومينغتون ولكن سرعان ما ترك الجامعة للانضمام إلى وزارة الطاقة في الولايات المتحدة كعالم نووي، ومن ثم ساعد في إنشاء برامج في الدراسات العليا في الفيزياء النووية (Nuclear Physics) في ولاية نورث كارولينا ، في الوقت نفسه عمل في دائرة توماس جيفرسون للطاقة النووية (Nuclear Energy) في ولاية فرجينيا ، ومن ثم قام بتأسيس عدة شركات منها "QuarTek " و (Phase Change Energy Solutions) في ولاية نورث كارولينا الأمريكية وهي شركات متخصصة بالمواد الذكية و بتكنولوجيا النانو التي تعنى بتقديم ابتكارات لصالح البشرية، يحمل البروفيسور صوافطة الكثير من براءات الاختراع و له العديد من التطبيقات النانوية في معالجة المياه و الملابس و حفظ الأدوية إضافة إلى ابتكار مواد شبيه بالثلج تذوب و تتجمد على درجة حرارة من -100 إلى 500 درجة مئوية، وهو مؤلف لأكثر من 160 ورقة علمية.

## وصلات خارجية
- رياض صوافطة على موقع غوغل سكولار